# Tomsk oblast
Tomsk oblast är ett oblast i västra Sibirien i Ryssland med en yta på 316 900 km² och cirka 1 miljon invånare. Huvudort är Tomsk, och en annan stor stad är Seversk. Huvuddelen av länets yta består av tajga och träskmarker. Området är rikt på naturtillgångar, bland annat olja, naturgas, järn och andra metaller. Förutom oljeutvinning är skogsbruk och industri viktiga inkomstkällor.